# بندکوه (کهنوج)
بندکوه، روستایی در دهستان دهکهان بخش مرکزی شهرستان کهنوج در استان کرمان ایران است.

## جمعیت
بر پایه سرشماری عمومی نفوس و مسکن در سال ۱۳۹۵، جمعیت این روستا برابر با ۷۶۳ نفر (۲۱۸ خانوار) بوده‌است.